# II liga polska w piłce nożnej (1955)
II liga 1955 – 7. edycja rozgrywek drugiego poziomu ligowego piłki nożnej mężczyzn w Polsce. Wzięło w nich udział 14 drużyn, grając systemem kołowym. Sezon ligowy rozpoczął się w marcu 1955, ostatnie mecze rozegrano w listopadzie 1955.
| Poziomy rozgrywkowe w sezonie 1955 | Poziomy rozgrywkowe w sezonie 1955 | Poziomy rozgrywkowe w sezonie 1955 |
| Rozgrywki                          | P                                  | Nazwa                              |
| ---------------------------------- | ---------------------------------- | ---------------------------------- |
| Centralne                          | I                                  | I liga                             |
| Centralne                          | II                                 | II liga                            |
| Makroregionalne                    | III                                | III Liga (8 grup)                  |
| Okręgowe (17 okręgów)              | IV                                 | A klasa                            |
| Okręgowe (17 okręgów)              | V                                  | B klasa                            |
| Okręgowe (17 okręgów)              | VI                                 | C klasa                            |

## Drużyny
| Uczestnicy poprzedniej edycji                                                                                 | Uczestnicy poprzedniej edycji | Uczestnicy poprzedniej edycji | Uczestnicy poprzedniej edycji |
| --- | ----------------------------- | ----------------------------- | ----------------------------- |
| GBY | Górnik Bytom                  | 4                             |                               |
| GZA | Górnik Zabrze                 | 5                             |                               |
| GWB | Górnik Wałbrzych              | 6                             |                               |
| TAR | Tarnovia Tarnów               | 7                             |                               |
| BUO | Budowlani Opole               | 8                             |                               |
| GKC | Gwardia Kielce                | 9                             |                               |
| Spadek z I ligi 1954                                                                                          |                               |                               |                               |
| AKS | AKS Chorzów                   | 10                            |                               |
| CRA | Cracovia                      | 11                            |                               |
| Awans z III ligi 1954                                                                                         |                               |                               |                               |
| po barażach o awans                                                                                           |                               |                               |                               |
| STG | Stal Gdańsk                   | 1 (gr. I)                     |                               |
| NLI | Naprzód Lipiny                | 2 (gr. I)                     |                               |
| PLE | Polonia Leszno                | 1 (gr. II)                    |                               |
| MAR | Marymont Warszawa             | 2 (gr. II)                    |                               |
| Drużyny dokooptowane                                                                                          |                               |                               |                               |
| CWB | CWKS Bydgoszcz                | —                             |                               |
| CWK | CWKS Kraków                   | —                             |                               |
| Oznaczenia: - kolumna pierwsza – skróty nazw drużyn, - kolumna trzecia – miejsce zajęte w poprzednim sezonie. |                               |                               |                               |

Uwagi:
- Cracovia rozpoczęła sezon pod nazwą Sparta Kraków, a w poprzednim sezonie występowała jako Ogniwo Kraków,
- CWKS Bydgoszcz został przywrócony do II ligi po tym, jak po sezonie 1953 (jako OWKS Bydgoszcz) został z niej wycofany decyzją Ministerstwa Obrony Narodowej,
- CWKS Kraków został dokooptowany do II ligi po tym, jak po sezonie 1953 (jako OWKS Kraków) został wycofany z I ligi decyzją Ministerstwa Obrony Narodowej,
- Marymont Warszawa rozpoczął sezon pod nazwą Sparta Warszawa, a w poprzednim sezonie występował jako Spójnia Warszawa,
- Naprzód Lipiny rozpoczął sezon pod nazwą Stal Lipiny,
- Polonia Leszno rozpoczęła sezon pod nazwą Kolejarz Leszno,
- Tarnovia Tarnów rozpoczęła sezon pod nazwą Sparta Tarnów, a w poprzednim sezonie występowała jako Ogniwo Tarnów.

## Rozgrywki
Uczestnicy rozegrali 26 kolejek ligowych po 7 meczów każda (razem 182 spotkania) w dwóch rundach – wiosennej i jesiennej.
Mistrz i wicemistrz II ligi uzyskali awans do I ligi, zaś do III ligi spadły zespoły z miejsc 12–14.

### Tabela
| Lp. | Drużyna                 | M  | Z  | R | P  | Bramki | Bramki | Stos. | Pkt | Uwagi              |
| --- | ----------------------- | -- | -- | - | -- | ------ | ------ | ----- | --- | ------------------ |
| 1   | Budowlani Opole (M) (A) | 26 | 17 | 6 | 3  | 58     | 30     | 1,933 | 40  | Awans do I ligi    |
| 2   | Górnik Zabrze (A)       | 26 | 17 | 5 | 4  | 65     | 15     | 4,333 | 39  | Awans do I ligi    |
| 3   | CWKS Bydgoszcz          | 26 | 13 | 8 | 5  | 44     | 25     | 1,760 | 34  |                    |
| 4   | CWKS Kraków             | 26 | 14 | 4 | 8  | 57     | 33     | 1,727 | 32  |                    |
| 5   | Cracovia                | 26 | 10 | 9 | 7  | 38     | 27     | 1,407 | 29  |                    |
| 6   | Górnik Wałbrzych        | 26 | 10 | 6 | 10 | 34     | 42     | 0,810 | 26  |                    |
| 7   | Stal Gdańsk             | 26 | 8  | 8 | 10 | 33     | 26     | 1,269 | 24  |                    |
| 8   | Górnik Bytom            | 26 | 8  | 8 | 10 | 33     | 32     | 1,031 | 24  |                    |
| 9   | Marymont Warszawa       | 26 | 8  | 7 | 11 | 29     | 42     | 0,690 | 23  |                    |
| 10  | Naprzód Lipiny          | 26 | 9  | 4 | 13 | 26     | 28     | 0,929 | 22  |                    |
| 11  | AKS Chorzów             | 26 | 9  | 4 | 13 | 29     | 43     | 0,674 | 22  |                    |
| 12  | Gwardia Kielce (S)      | 26 | 8  | 3 | 15 | 22     | 46     | 0,478 | 19  | Spadek do III ligi |
| 13  | Polonia Leszno (S)      | 26 | 4  | 7 | 15 | 21     | 43     | 0,488 | 15  | Spadek do III ligi |
| 14  | Tarnovia Tarnów (S)     | 26 | 6  | 3 | 17 | 16     | 73     | 0,219 | 15  | Spadek do III ligi |